# Miguel Manzano
Miguel Manzano (Jalisco, 14 de setembro de 1907 — Cidade do México, 21 de janeiro de 1992) foi um ator mexicano.

## Filmografia

### Cinema
- Golpe de suerte (1992)
- El inocente y las pecadoras (1990)
- Los rateros (1989)
- Violación (1989)
- Rey de los taxistas (1989)
- Noche de buitres (1989)
- El vergonzoso (1988)
- La ruletera (1987)
- Cacería de narcos (1987) .... Abuelo
- Destrampados in Los Angeles (1987)
- El cafre (1986)
- La pulquería ataca de nuevo (1985)
- Las glorias del gran Púas (1984)
- Teatro Follies (1983)
- Lazos de sangre (1983)
- Lola la trailera (1983)
- Mi abuelo, mi perro y yo (1983)
- Burdel (1982)
- Ángela Morante, ¿crimen o suicidio? (1981) .... Diretor de voz
- El fayuquero (1979)
- El ministro y yo (1976) .... Ministro Don Antonio
- ...Y la mujer hizo al hombre (1975)
- Simón Blanco (1975) .... Don Pablo
- Canción de Navidad (1974) .... Jacobo Marley, socio de Scrooge
- El primer amor (1974)
- Diamantes, oro, y amor (1973)
- Quinto patio (1970)
- El día de las madres (1969)
- El bastardo (1968)
- Caballos de acero (1967)
- La soldadera (1967)
- Su excelencia (1967)
- Rancho solo (1967)
- Pacto de sangre (1966)
- La mano que aprieta (1966)
- Dile que la quiero (1963)
- Baila mi amor (1963)
- El charro Negro contra la banda de los cuervos (1963)
- La muerte en el desfiladero (1963)
- El asaltacaminos (1962)
- Camino de la horca (1962)
- ...Qué hacer con mis hijos... (1962)
- La moneda rota (1962)
- Los cinco halcones (1962)
- Cuánto vale tu hijo (1962)
- Los espadachines de la reina (1961)
- El analfabeto (1961) .... Don Fermín
- Los jóvenes (1961) .... Don Fernando
- Ay Chabela...! (1961)
- Memorias de mi general (1961)
- Ellas también son rebeldes (1961) .... Don Rafael Elizondo
- En carne propia (1961) ... Sr. Noreña
- El torneo de la muerte (1960)
- Amor en la sombra (1960)
- El toro negro (1960)
- Bala de Plata en el pueblo maldito (1960)
- Quinceañera (1960) .... Ramón Jiménez
- Herencia trágica (1960)
- Las rosas del milagro (1960)
- Los tigres del ring (1960)
- Impaciencia del corazón (1960)
- La cucaracha (1959) .... Gabriel Fuentes
- Dos fantasmas y una muchacha (1959)
- El puma (1959) .... Doctor Mezcales
- Sed de amor (1959)
- Los hijos ajenos (1959) .... Cura
- Gutierritos (1959)
- Qué noche aquella (1959)
- Las señoritas Vivanco (1959) .... Eleuterio Covarrubias
- El derecho a la vida (1959) .... José
- La sonrisa de la Virgen (1958) .... Cura
- El hombre que me gusta .... Tío Roque
- Música de siempre (1958)
- Ladrones de niños (1958)
- Música en la noche (1958)
- Cuatro copas (1958)
- Los salvajes (1958)
- ¡Cielito lindo! (1957)
- La mujer que no tuvo infancia (1957)
- Pepito as del volante (1957)
- La culta dama (1957) .... Don Pedro
- Cada hijo una cruz (1957) .... Don José
- La dulce enemiga (1957)
- Bambalinas (1957)
- El ratón (1957)
- La mujer de dos caras (1957)
- Dos diablitos en apuros (1957)
- Secuestro diabólico (1957)
- Así era Pancho Villa (1957)
- Furias desatadas (1957)
- El camino de la vida (1956)
- Mi canción eres tú (1956)
- Tres melodías de amor (1955)
- Cadena de mentiras (1955)
- La mujer ajena (1955)
- El seductor (1955)
- Abajo el telón (1955)
- Padre contra hijo (1955)
- Las engañadas (1955)
- Soy un golfo (1955)
- El río y la muerte (1955) .... Don Anselmo
- ¡Que bravas son las costeñas! (1955)
- María la Voz (1955) .... Tránsito, hermano de Andrés
- El asesino X (1955)
- Un minuto de bondad (1954)
- Chucho el Roto (1954) .... Antonio Lebrija
- Los Fernández de Peralvillo (1954) .... Sr. Federico Osorio
- La entrega (1954) .... Doctor Céspedes
- La ilusión viaja en tranvía (1954) .... Don Manuel
- El valor de vivir (1954)
- La bestia magnifica (Lucha libre) (1953) .... Benjamín Aguilar
- El bombero atómico (1952)
- Una mujer sin amor (1952) .... Doctor
- Viajera (1952)
- Con todo el corazón (1952)
- Todos son mis hijos! (1951) ... Don Francisco
- ¡¡¡Mátenme porque me muero!!! (1951)
- Sentenciado a muerte (1951)
- Anillo de compromiso (1951) .... Don Julio Álvarez
- Cárcel de mujeres (1951) .... Doctor
- Menores de edad (1951) .... José
- Las mujeres de mi general (1951) .... Coronel Domingo Vargas
- Dicen que soy comunista (1951) .... Macario Carrola
- La reina del mambo (1951)
- Casa de vecindad (1951) .... El Sultán
- Capitán de rurales (1951)
- Para que la cuna apriete (1950)
- Aventurera (1950) .... El Rana
- Las dos huerfanitas (1950)
- La loca de la casa (1950)
- Sobre las olas (1950) .... Juan de Dios
- Si me viera don Porfirio (1950)
- Perdida (1950)
- Confidencias de un ruletero (1949)
- Las puertas del presidio (1949) .... Don Fernando
- Hay lugar para... dos (1949)
- Carta Brava (1949)
- El mago (1949)
- Cuando los padres se quedan solos (1949) .... Antonio
- Ustedes, los ricos (1948) .... Manuel de la Colina y Bárcena (El Mujeriego)
- La norteña de mis amores (1948)
- El gallero (1948)
- Revancha (1948)
- El supersabio (1948) .... Reportero
- Esquina, bajan...! (1948) .... Axcaná González
- ¡Ya tengo a mi hijo! (1948) .... Vecino
- Dos de la vida airada (1948) .... Jacinto
- El nieto del Zorro (1948)
- Mujer (1947)
- Carita de cielo (1947)
- El ropavejero (1947)
- Lágrimas de sangre (1946) .... Álvaro
- El superhombre (1946)
- Cuando quiere un mexicano (1944)
- Mis hijos (1944)
- Viejo nido (1944)
- Dos corazones y un tango (1942)
- La epopeya del camino (1942) .... Enrique
- Jesús de Nazareth (1942) .... San Juan Bautista
- Noche de recién casados (1941)
- El milagro de Cristo (1941)
- Al son de la marimba (1941)
- La madrina del diablo (1937) .... Felipe
- La llaga (1937)

### Televisão
- Yo compro esa mujer (1990) .... Diego Álvarez
- Lo blanco y lo negro (1989) .... Don Carlos
- Victoria (1987) .... Jeremías
- Tú o nadie (1985) .... Daniel Samaniego
- Tú eres mi destino (1984) .... Don Fausto
- Amor ajeno (1983) .... Jaime de la Serna
- Al final del arco iris (1982) .... Marcelo
- Aprendiendo a amar (1980) .... Mario Plaza
- Conflictos de un médico (1980) .... Abel de los Ríos
- Julia (1979)
- Yara (1979)
- Añoranza (1979)
- Cartas para una víctima (1978)
- Corazón salvaje (1977) .... Pedro Noel
- Los bandidos de Río Frío (1976) .... Lic. Olañeta
- Lo imperdonable (1975) .... Dr. Reyna
- La tierra (1974)
- Entre brumas (1973) .... Charlie
- ¿Quién? (1973)
- Nosotros los pobres (1973)
- Cartas sin destino (1973)
- Las fieras (1972)
- Las gemelas (1972)
- El profesor particular (1971) .... Antonio
- Velo de novia (1971) .... Don Eugenio
- Historia de un amor (1971)
- Muchacha italiana viene a casarse (1971) .... Vicente
- La Constitución (1970) .... Don Porfirio Díaz
- Yesenia (1970)
- El usurero (1969) .... Don Francisco
- Puente de amor (1969)
- Más allá de la muerte (1969) .... Ramón
- No creo en los hombres (1969) .... Lic. Arango
- Leyendas de México (1968)
- Mujeres sin amor (1968)
- Mi maestro (1968)
- Cárcel de mujeres (1968)
- Pasión gitana (1968)
- Estafa de amor (1967) .... César
- La tormenta (1967) .... Don Alfonso
- Frontera (1967)
- El patio de Tlaquepaque (1966)
- La dueña (1966) .... Sanders
- Amor y orgullo (1966)
- Corazón salvaje (1966) .... Pedro Noel
- Puente de cristal (1965)
- Una mujer (1965)
- Nuestro barrio (1965)
- La mentira (1965)
- El abismo (1965)
- Juicio de almas (1964)
- Cumbres borrascosas (1964)
- Casa de vecindad (1964)
- Tres caras de mujer (1963)
- Eugenia (1963)
- Marcela (1962)
- Vida por vida (1960)
- Murallas blancas (1960)
- El precio del cielo (1959)

## Prêmios e indicações

### Ariel
| Ano  | Categoria                   | Filme                     | Resultado |
| ---- | --------------------------- | ------------------------- | --------- |
| 1985 | Melhor co-atuação masculina | Las glorias del gran Púas | Venceu    |
| 1993 | Melhor co-atuação masculina | Golpe de suerte           | Indicado  |

### TVyNovelas
| Ano  | Categoria                   | Telenovela          | Resultado |
| ---- | --------------------------- | ------------------- | --------- |
| 1991 | Melhor ator principal       | Yo compro esa mujer | Indicado  |
| 1986 | Melhor ator co-protagonista | Tú o nadie          | Venceu    |
| 1984 | Melhor ator antagonista     | Amor ajeno          | Indicado  |